# 1519

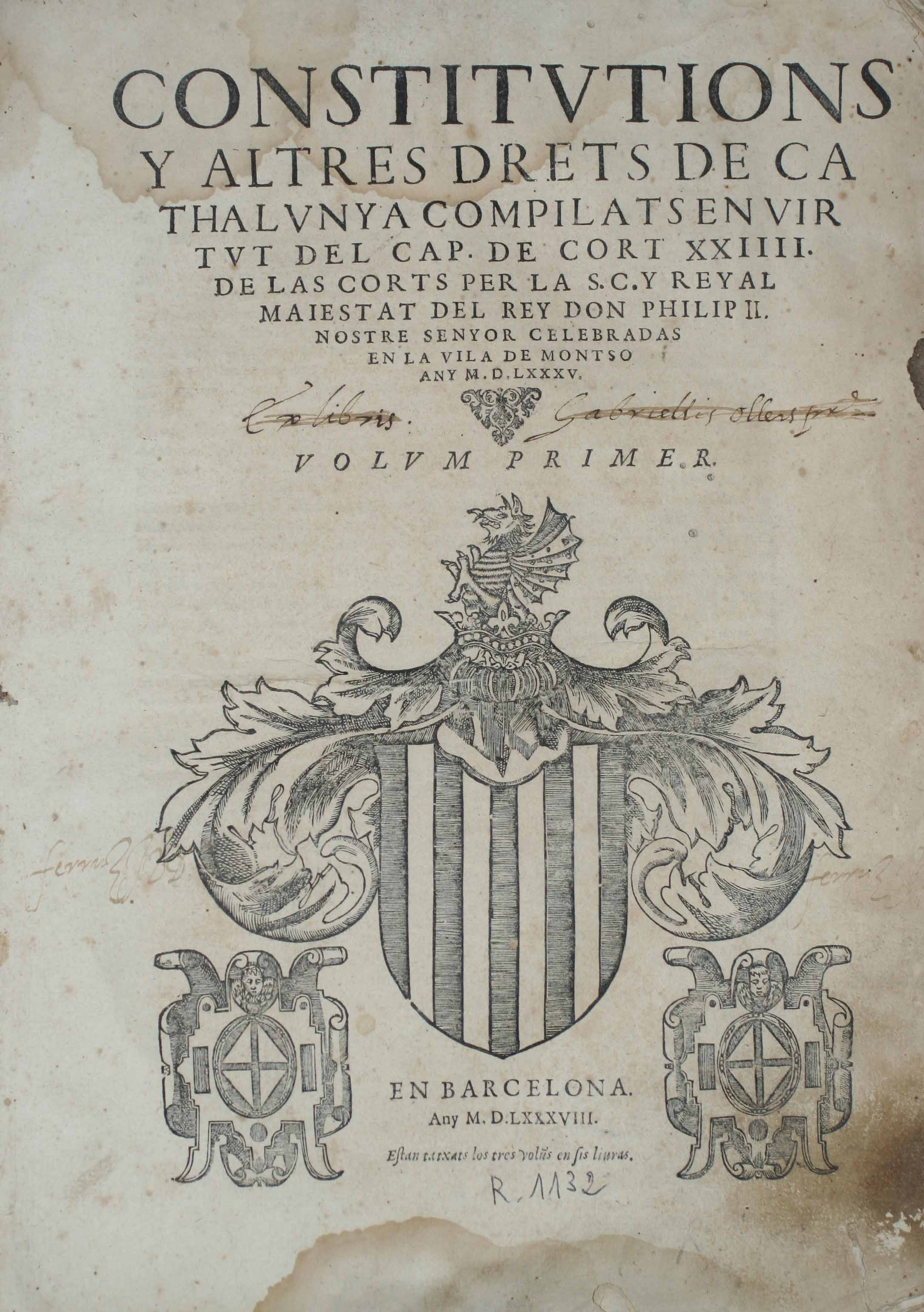
Constitucions de Catalunya de 1585

## Esdeveniments
Països Catalans
- Carles I de Castella i Aragó jura les constitucions catalanes i convoca corts a Barcelona.

Resta del món
- setembre - Fernão de Magalhães, al servei de Carles V, emprèn viatge amb cinc caravel·les per descobrir el mític pas entre l'oceà Atlàntic i el Mar del Sud.

## Naixements
Països Catalans
Resta del món
- 13 d'abril, Florència: Caterina de Mèdici, reina de França (m. 1589).[1]
- 27 de maig - Florència, República de Florència: Girolamo Mei, historiador i filòsof (m. 1594).[2]

- 12 de juny - Florència, República de Florència: Cosme I de Mèdici, Gran Duc de Toscana (m. 1574).[3]

## Necrològiques
Països Catalans
- 24 de juny - Ferrara (Itàlia): Lucrècia Borja, filla de Roderic Gil de Borja i Borja, que l'any 1492 fou nomenat papa amb el nom d'Alexandre VI (n. 1480).
- Pedro de Mendoza, 40è President de la Generalitat de Catalunya.

Resta del món
- 2 de maig - Amboise, França: Leonardo da Vinci, artista renaixentista italià (n. 1452).[4]